# Robert Moreno
Robert Moreno González (L’Hospitalet de Llobregat, 1977. szeptember 19. –) spanyol labdarúgóedző.

## Pályafutása
Robert Moreno L’Hospitalet de Llobregatban született, Barcelona tartományban. Tizennégy éves korában kezdett érdeklődni az edzősködés iránt, ekkor testnevelő tanára kérésére segédkezett az iskolai órákon. Tizenhat éves korában a La Florida csapata mellett kezdett dolgozni, Antonio Camacho segítőjeként.
2003-ban kezdte meg edzői pályafutását, amikor a PB Collblanc mellett vállalt munkát. Ezt követően dolgozott az alacsonyabb osztályú CE L’Hospitalet, UE Castelldefels és CF Damm csapatai mellett az utánpótlás együtteseket irányítva.
A 2010–2011-es szezonban Luis Enrique segítője lett az AS Roma csapatánál. Luis Enriquével ezt követően dolgozott együtt a Celta de Vigónál (2013–2014) és Barcelonánál (2014–2017) is, míg a 2017–18-as szezonban Juan Carlos Unzué mellett látta el a pályaedzői feladatokat, újra a Celta Vigónál. 2018 júliusában csatlakozott Luis Enriquéhez, miután helyt kapott a spanyol válogatott stábjában. 
2019. március 26-án Moreno ült a kispadon a Málta elleni 2–0-s győzelem alkalmával, miután Luis Enrique családi okokra hivatkozva távol maradt a mérkőzéstől. Az Európa-bajnoki selejtezők következő két fordulójában, Feröer-szigetek és Svédország ellen is ő irányította a spanyolokat ideiglenes megbízatással.
2019. június 19-én, Luis Enrique lemondását követően a spanyol válogatott szövetségi kapitányává nevezték ki. Irányításával a spanyolok az Európa-bajnoki selejtezők során négy győzelmet értek el és két döntetlent játszottak, csoportelsőként kvalifikálták magukat a 2020-as kontinenstornára. Az utolsó selejtezőt követően, 2019. november 19-én hivatalossá vált, hogy Luis Enrique visszatér a válogatott élére, Moreno pedig távozik. 2019. december 28-án az AS Monaco vezetőedzője lett. Tizenhárom bajnokin irányította a hercegségbeli csapatot, öt győzelem és három döntetlen mellett ötször szenvedett vereséget ez idő alatt. 2020 júliusában közös megegyezéssel távozott a csapat éléről. 2021. június 18-án a spanyol Granada élére nevezték ki és kétéves szerzőzést kötöttek. Augusztus 16-án 0–0-s döntetlennel debütált a Villarreal elleni bajnoki mérkőzésen. 2022. március 6-án gyenge teljesítmény miatt menesztették.

## Edzői statisztikái
Legutóbb 2022. március 6-án lett frissítve.
| Csapat        | Nemzet   | –tól               | –ig                | Mérleg | Mérleg | Mérleg | Mérleg     | Mérleg | Mérleg | Mérleg | Mérleg | Mérleg |
| M             | GY       | D                  | V                  | RG     | KG     | GK     | Győzelem % |        |        |        |        |        |
| ------------- | -------- | ------------------ | ------------------ | ------ | ------ | ------ | ---------- | ------ | ------ | ------ | ------ | ------ |
| Spanyolország | Spanyol  | 2019. március 19.  | 2019. november 24. | 9      | 7      | 2      | 0          | 29     | 4      | +25    | 77.78  |        |
| AS Monaco     | francia  | 2019. november 13. | 2020 július 19.    | 13     | 5      | 3      | 5          | 18     | 21     | −3     | 38.46  |        |
| Granada       | Spanyol  | 2021. július 18.   | 2022. március 6.   | 29     | 6      | 10     | 13         | 35     | 44     | −9     | 20.69  |        |
| Összesen      | Összesen | Összesen           | Összesen           | 51     | 18     | 15     | 18         | 82     | 69     | +13    | 35.29  |        |